# Elek
Elek je mesto na Madžarskem, ki upravno spada pod podregijo Gyulai Županije Békés.